# Georgij Bogdanovič Jakulov
Georgij Bogdanovič Jakulov (Tbilisi, 2 gennaio 1884 – Baku, 28 dicembre 1928) è stato un pittore e scenografo russo.

## Biografia
Il suo percorso di studi e di formazione artistica culminò con la frequentazione dell'Istituto di arte moscovita, allievo di Valentin Aleksandrovič Serov e Konstantin Alekseevič Korovin.

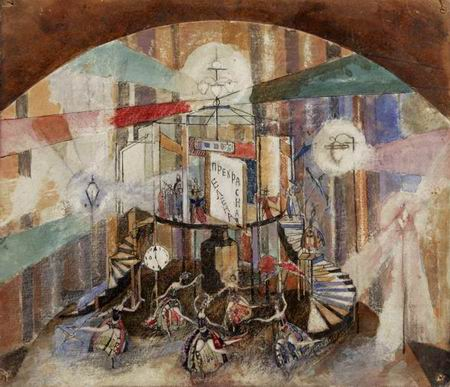
La bella Elena (Galleria Nazionale a Yerevan)

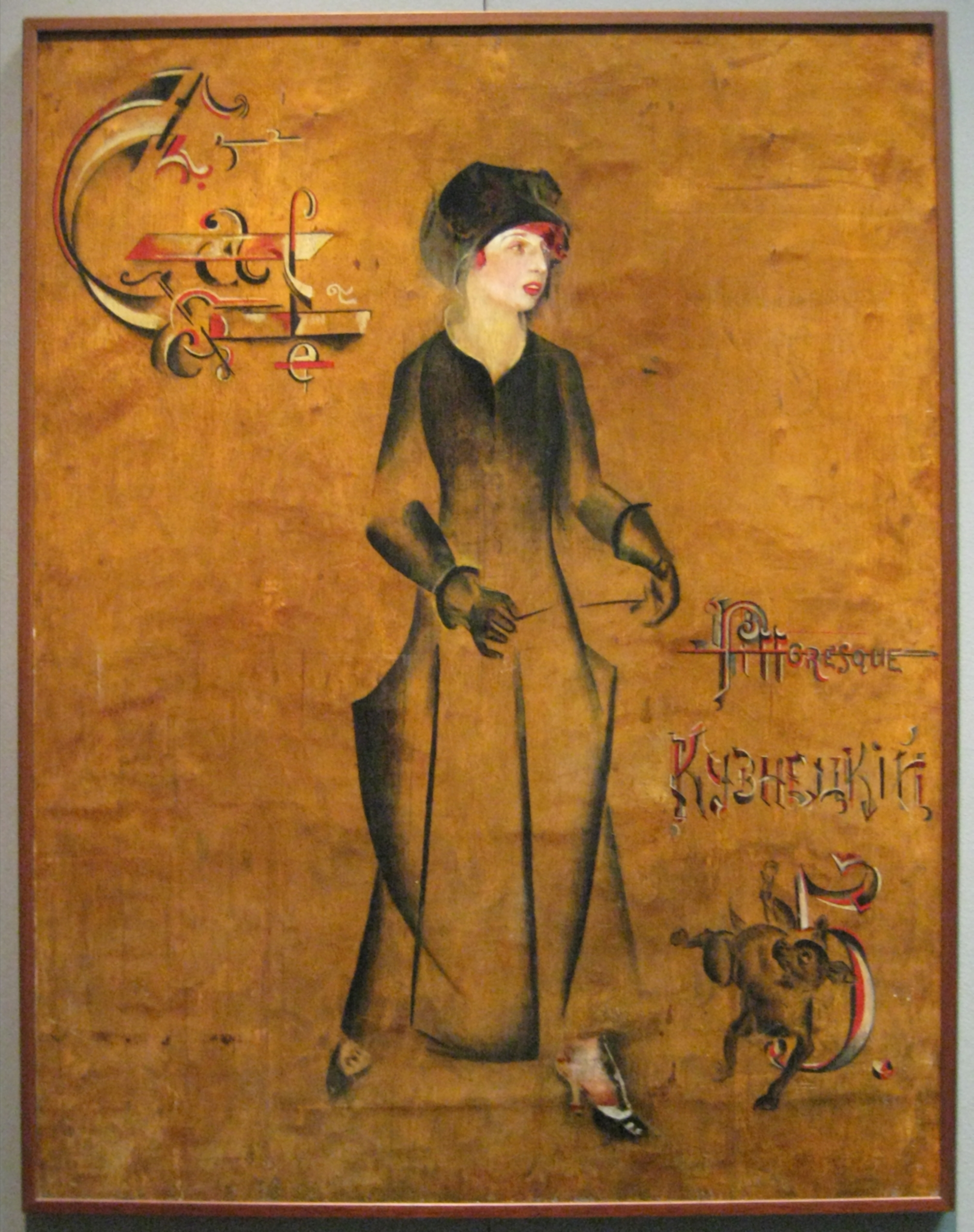
Café Pitoresque (Galleria Nazionale a Yerevan)

Subito dopo aver terminato gli studi moscoviti, Jakulov si arruolò nell'esercito russo e venne trasferito in Cina, dove elaborò le sue teorie artistiche.
Dal 1908 effettuò numerosi viaggi e soggiorni in Francia ed in Italia.
Agli inizi della carriera si avvicinò al movimento artistico denominato Rosa Azzurra, formato da artisti quali Michail Fëdorovič Larionov, con il quale espose nelle mostre del "Mondo dell'Arte" (Mir Iskusstva) fino al 1917.
Nel 1913 presentò le sue opere al Salon d'Automne a Berlino.
Dopo un soggiorno a Parigi, dove strinse amicizia con Robert Delaunay, nel 1917 si attivò a Mosca per decorare il Café Pitoresque, seguendo uno stile d'avanguardia vicino al cubismo orfico ed al futurismo russo, caratterizzato da elementi dinamici e di movimentazione dello spazio.

Il Café Pitoresque diventò in poco tempo un luogo di ritrovo di artisti futuristi e di scrittori quali Vladimir Vladimirovič Majakovskij.
Ad un periodo di avanguardia, concretizzato in numerose scenografie, Jakulov fece seguire una fase di plasticità costruttivista, ispirato da Vladimir Evgrafovič Tatlin e rafforzato dall'appartenenza all'Obmochu (abbreviazione di OBščestvo MOlodych ChUdožnikov, Società dei Giovani Artisti) e all'Inchuk (abbreviazione di INstitut CHUdožestvennoj Kultury, Istituto di Cultura Artistica), guidato da Kazimir Severinovič Malevič.
Durante gli anni venti, Jakulov si distinse per le originali scenografie di opere teatrali e di balletti, quali il Giroflé-Giroflà composto da Charles Lecocq e diretto da Aleksandr Jakovlevič Tairov ed il balletto Le pas d'acier, con musica di Sergej Sergeevič Prokof'ev, commissionato da Serge Diaghilev per i Balletti russi.
Una buona parte delle sue opere sono conservate ed esposte alla Galleria Nazionale a Erevan.